# Back Home
Back Home er en CD udgivet af det engelske guitarfænomen Eric Clapton i 2005. Indeholder hittet "I'm going left" samt hittet "Revolution".